# Nacional Transportes Aéreos
A Nacional Transportes Aéreos foi uma companhia aérea low-fare brasileira fundada em 2000 e que cessou as atividades em 2002. Operou aeronaves do tipo Boeing 737.

## História
A empresa foi fundada em 26 de dezembro de 2000 e começou com um Boeing 737-400 arrendado, de prefixo PR-NAC, na rota Guarulhos / Galeão / Recife / Fortaleza / São Luís. Em 14 de abril de 2001, o 737-400 foi devolvido e a empresa passou a operar um Boeing 737-200 em seu lugar, adquirindo uma segunda aeronave do mesmo modelo em julho desse ano. A Nacional passou a realizar voos também para Araçatuba, Brasília, Campo Grande, Cuiabá e Goiânia. Foram encomendados mais dois Boeing 737-200 da Varig e com as aeronaves já prontas para serem entregues, a empresa suspendeu as operações por tempo indeterminado, devolvendo suas aeronaves no início de 2002 e vindo a declarar a falência na última semana de janeiro desse ano.

## Frota
| Aeronave       | Quantidade           | Prefixos                                       | Período de utilização |
| -------------- | -------------------- | ---------------------------------------------- | --------------------- |
| Boeing 737-200 | 2 (+ 2 encomendados) | PR-NAC, PR-NCT (PR-NAD e PR-NAE não recebidos) | 2001-2002             |
| Boeing 737-400 | 1                    | PR-NAC                                         | 2000-2001             |